# Els nus i els morts
Els nus i els morts (The Naked and the Dead) és una novel·la escrita per Norman Mailer i publicada el 1948. La traducció catalana de Ramon Folch i Camarasa és del 1965, però fou publicada el 1991 per Edicions 62 sense les nombroses expressions censurades que havia patit.
La novel·la es basa parcialment en les experiències de l'autor en el 112è Regiment de Cavalleria durant la Campanya de les Filipines a la Segona Guerra Mundial, i es considera una de les grans novel·les en anglès del segle xx.